# Eloy Alfaro
Pour les articles homonymes, voir Alfaro.
José Eloy Alfaro Delgado, né le 25 juin 1842 à Montecristi et mort le 28 janvier 1912 à San Francisco de Quito, est un militaire, guérillero et homme d'État équatorien. Il est le principal dirigeant de l'Équateur de 1895 à 1911, durant la Révolution libérale équatorienne (1895-1912).

## Biographie

### Jeunesse et premiers engagements politiques
Cinquième des huit enfants de Manuel Alfaro, commerçant espagnol, et de Natividad Delgado, il voyage dès son adolescence au Pérou, en Colombie et en Amérique centrale pour y vendre des panamas. Dès 1864, opposé au régime du conservateur Gabriel García Moreno et membre du Parti libéral équatorien, mais doit quitter l'Équateur pour échapper à un ordre de capture et se réfugier au Panamá, pays où il rejoint la Franc-maçonnerie. Il fait fortune au Panama comme commerçant, et finance un soulèvement à Montecristi en 1870-1871.

### Premières tentatives de prise du pouvoir
Alfaro revient en Équateur en 1876, après l'assassinat de García Moreno, participe à un soulèvement qui amène au pouvoir le général Veintimilla, mais rompt avec ce dernier en 1877 avant de repartir pour le Panama. Après un autre aller-retour en Équateur, il est incarcéré fin 1878, et reste en prison quelques mois avant d'être libéré en mars 1879 et de retourner une fois de plus, en mauvaise santé.
Pendant la dictature de Veintimilla (1876-1883), il devient le principal dirigeant du libéralisme équatorien. Entre 1880 et 1883, Alfaro dirige des mouvements de guérilla, parvenant à prendre Guayaquil le 9 juillet 1883, s'alliant avec des militaires conservateurs contre la dictature de Veintimilla. Trois gouvernements issus des forces d'opposition à Veintimilla se mettent en place alors: un à Quito contrôlé par les conservateurs, un à Guayaquil dirigé par le libéral Pedro Carbo et un dans les provinces de Manabí et Esmeraldas dirigé par Alfaro. Les trois gouvernements décident de lancer conjointement un processus de transition en convoquant une Assemblée constituante en 1883. Nommé au grade de général par l'Assemblée constituante, Alfaro se présente à l'élection présidentielle qui suit, mais échoue face à José María Plácido Caamaño et reprend immédiatement sa lutte de guérilla. La guérilla est durement réprimée et Alfaro quitte de nouveau le pays, voyageant dans de nombreux pays d'Amérique du Sud et du nord pour y trouver des soutiens, et s'établit à Managua.

### 1895-1911: au pouvoir
Rappelé pour prendre la tête d'un nouveau mouvement révolutionnaire qui éclate le 5 juin 1895 à Guayaquil, il est proclamé "Chef suprême de la République". Cette date marque le début de la Révolution libérale. Il arrive dans cette ville le 19 juin, et y est reçu triomphalement, proposant de «mettre fin à la théocratie». Après une bataille décisive à Gatazo, près de la ville d'Ambato, Alfaro entre victorieusement à Quito le 24 septembre 1895, mais y est accueilli froidement. La guerre se termine avec la conquête du sud et du nord du pays, et Alfaro convoque une Assemblée constituante en 1896. Les deux priorités du nouveau gouvernement sont l'instauration d'un État laïc (exemplifié par fondation du Instituto Nacional Mejía en 1897) et la consolidation de l'État national par la construction du chemin de fer de Quito à Guayaquil.

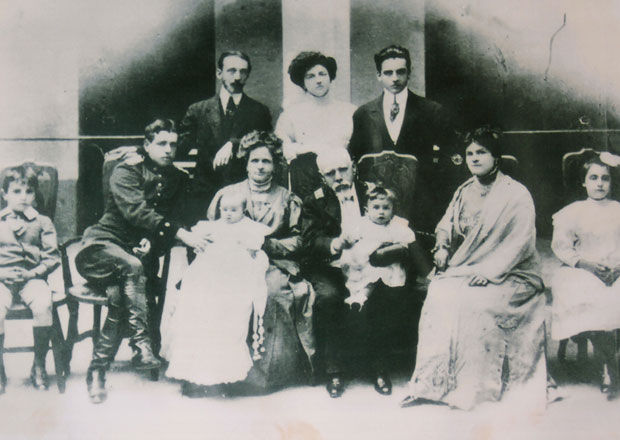
Le maréchal suprême et sa famille.

Pour la première fois dans l'histoire de l'Équateur, cette constitution n'invoque pas Dieu dans son préambule, et met fin au Concordat avec l'Église catholique institué par García Moreno. Pendant cette période, des prêtres sont incarcérés, le palais de l'archevêque de Quito est mis à sac. Des guérillas conservatrices se soulèvent dans le pays au printemps 1896, vaincues rapidement avant un nouveau soulèvement en 1898.
Son premier mandat présidentiel se termine en 1901, et l'un de ses généraux, Leonidas Plaza Gutiérrez lui succède, suivi par un autre libéral, Lizardo García, en 1905. Mais Eloy Alfaro parvient à reprendre le pouvoir après avoir pris la tête d'une armée à Riobamba, et convoque une nouvelle assemblée constituante en 1906, qui proclame la laïcité de l'État et du système éducatif, la séparation de l'Église et de l'État, et introduit la liberté de culte. Il promulgue des décrets confisquant une partie des biens de l'Église au profit des hôpitaux, des asiles et de l'assistance sociale, et permettant le divorce par consentement mutuel. 

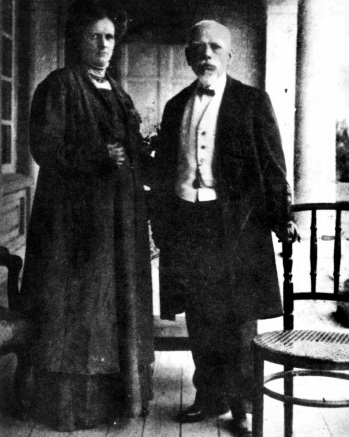
Le maréchal suprême et son épouse.

Sur le plan politique, la liberté de presse et d'opinion est reconnue ; l'élection présidentielle se fait au suffrage universel direct pour quatre ans avec une clause de non rééligibilité immédiate. Sur le plan social, Alfaro crée des écoles, des collèges, des écoles normales. Il abolit les dimes et impôts sur les propriétés indigènes les plus pauvres, témoignant ainsi d'une préoccupation inédite de l’État pour le sort des indigènes.
Ce second mandat est marqué, par l'achèvement du chemin de fer de Quito à Guayaquil, mais également par de nouveaux soulèvements armés aussi bien conservateurs que libéraux. Le libéralisme équatorien se scinde en effet en deux tendances : les modérés, groupés autour de Leónidas Plaza et des notables du parti, veulent mettre un frein aux réformes entreprises par Alfaro; cette tendance se tourne vers les propriétaires terriens, la bourgeoisie d'affaires et le clergé. De l'autre, les radicaux, fidèles à Alfaro, veulent continuer les réformes contre les privilèges subsistant du vieux système patriarcal colonial.
Alfaro est finalement renversé en août 1911. Après un nouvel exil à Panamá, il reprend les armes à Guayaquil, mais est cette fois vaincu et emprisonné.

### Chute et fin
Alfaro et ses partisans sont transférés de Guayaquil à Quito, par le chemin de fer, et laissés le 28 janvier 1912 aux mains d'une foule déchaînée par la propagande haineuse de ses adversaires. Ils sont lynchés, puis trainés au travers de la ville jusqu'à El Ejido, dans les faubourgs, où ils sont incinérés.